# Kościół Podwyższenia Krzyża Świętego w Lidzie
Kościół Podwyższenia Krzyża Świętego (biał. Касцёл Узвіжання Святога Крыжа) – rzymskokatolicka świątynia w Lidzie, wybudowana około 1770 roku w stylu późnego baroku. Kościół jest czynny nieprzerwanie od czasu budowy. 

## Historia
Przywilej na założenie w Lidzie kościoła parafialnego został podpisany przez króla Jagiełłę 17 lipca 1387 roku w lidzkim zamku. Ale pierwszy drewniany kościół zbudowany na podzamczu spłonął w 1392 roku podczas ataku krzyżaków. Odbudowaną świątynię 3 czerwca 1397 roku poświęcił pod podwójnym tytułem św. Franciszka i Świętego Krzyża pierwszy biskup wileński Andrzej Wasiło. Kościołem nadal opiekowali się franciszkanie. W 1406 roku kościół został ponownie spalony podczas ataku na miasto smoleńskiego księcia Jerzego Swiętosławowicza, a w 1414 odbudowany i poświęcony pod potrójnym tytułem Najświętszej Maryi Panny, Wszystkich Świętych i Świętego Krzyża. W 1466 roku franciszkanie opuścili Lidę.
7 lipca 1616 roku fundusz lidzkiej Fary potwierdził król Zygmunt I. W czasie „najazdu moskiewskiego” starożytna świątynia została zniszczona. Ostatni drewniany budynek Fary został wzniesiony w 1674 roku biskupem pomocniczym Mikołajem Słupskim. W 1644 roku przy kościele powstała altaria. Przy kościele działała szkoła parafialna.
Kościół pod wezwaniem Podwyższenia Krzyża Świętego, który działa do dziś, został zbudowany w stylu dojrzałego baroku. Budowa trwała w latach 1765–70, ozdobienie stworzył znany architekt Jan Krzysztof Glaubitz. Wzniesiono świątynię w centrum miasta, nieco dalej od miejsca, gdzie stał drewniany kościół, przy centralnej ulicy Wileńskiej. Stary drewniany kościół rozebrano na materiał do miejskiego kościoła unickiego. Kamienny szpital w pobliżu kościoła zbudowany w drugiej połowie XVIII wieku.

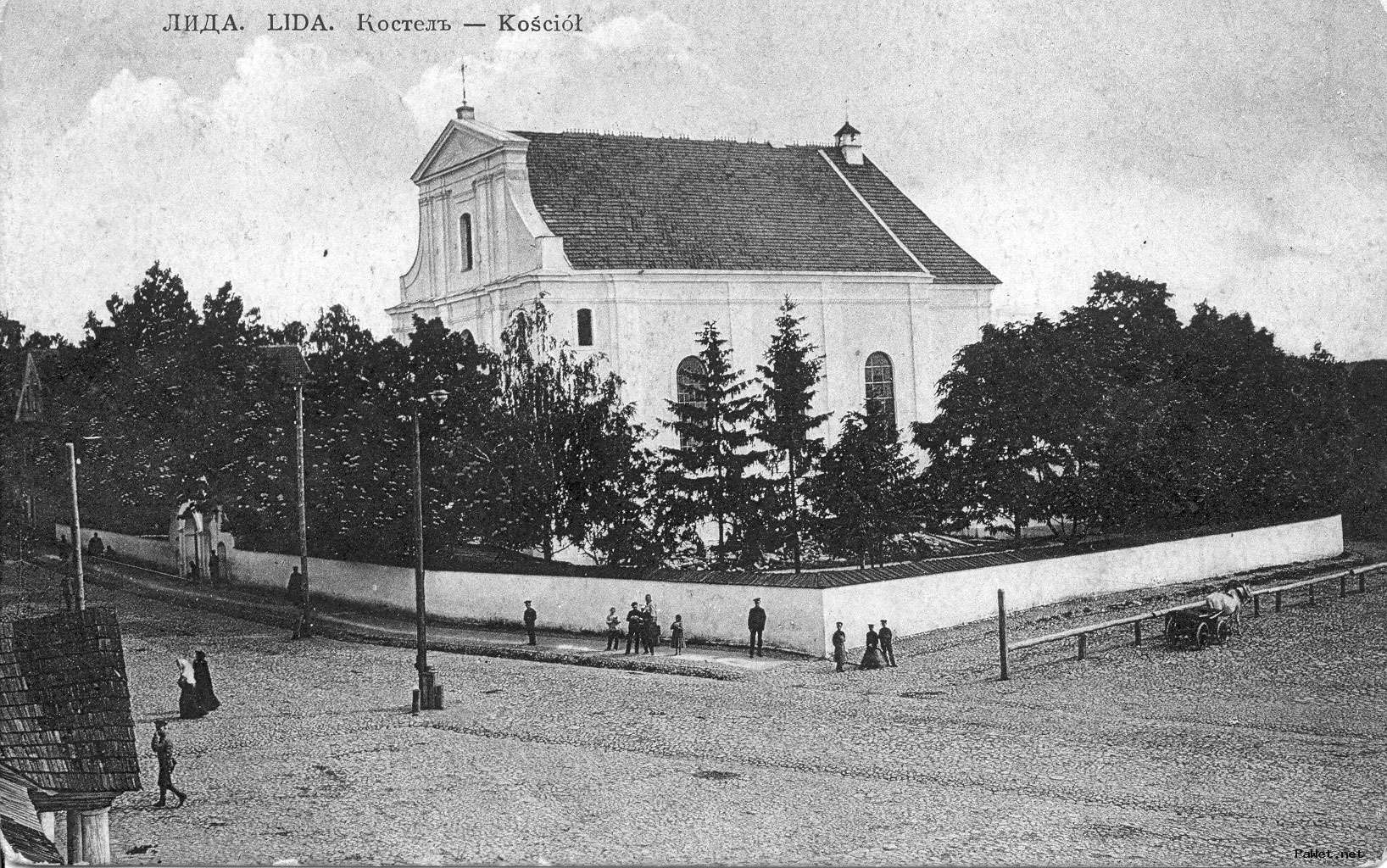
Kompleks kościoła, pocz. XX w.

Kompleks kościoła z oddzielnie zbudowaną dzwonnicą został otoczony kamiennym ogrodzeniem z barokową bramą. Dzwonnica zniknęła jeszcze w XIX w., ogrodzenie rozebrano w okresie powojennym. 
W 1928 roku kościół został poświęcony przez arcybiskupa wileńskiego Romualda Jałbrzykowskiego. Przed II wojną światową lidzka parafia liczyła prawie 14 tys. wiernych (nie biorąc pod uwagę parafii Lida-Słobódka). 
Kościół Podwyższenia Krzyża Świętego działał również w latach panowania władzy radzieckiej. Został zaliczony do zabytków architektury o znaczeniu krajowym.

## Architektura

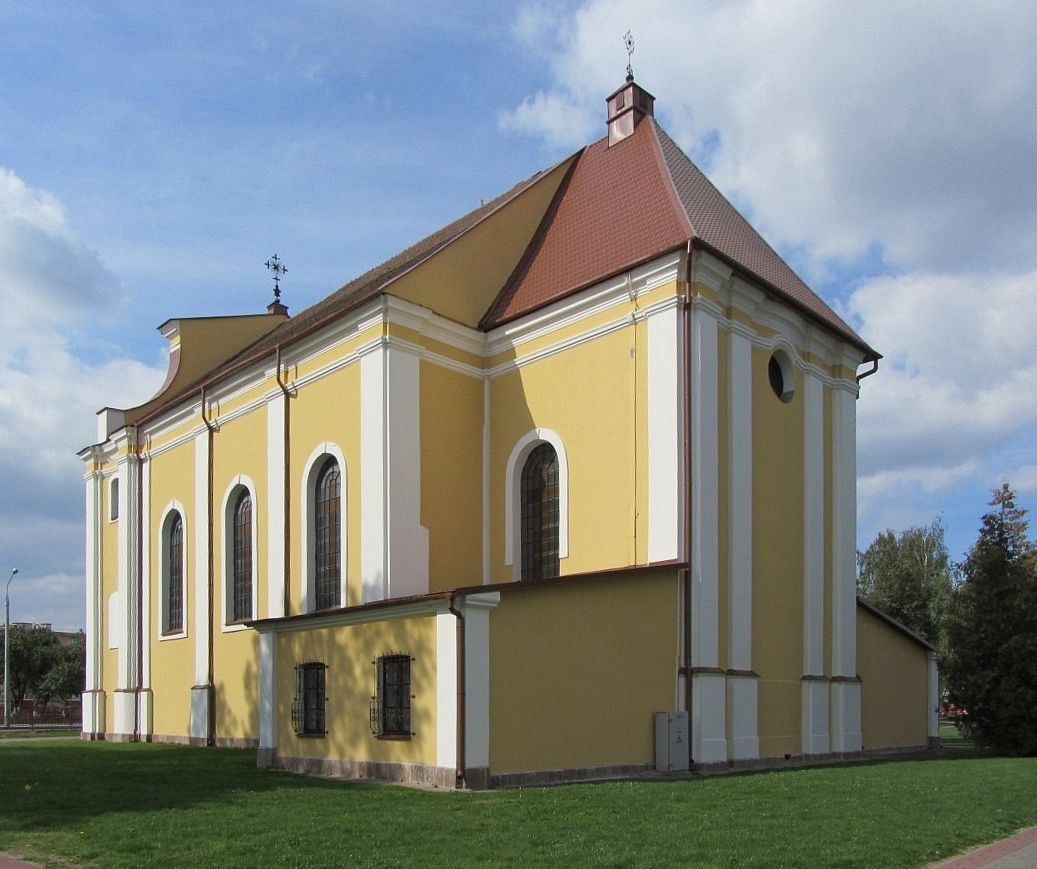
Widok ze strony absydy

Kościół jest trójnawowy, na rzucie prostokąta z kwadratową absydą, flankowaną dwoma niskimi zakrystiami (dołączone później, wraz z gankiem). Świątynia z niskim trójdzielnym przedsionkiem, czworobocznym prezbiterium i przylegającymi do niego niskimi zakrystiami. Fasadę zdobi barokowy szczyt zwieńczony klasycznym trójkątnym frontonem z „Glorią”. Wszystkie elewacje zdobią pilastry. Świątynia bezwieżowa, ponieważ flankujące fasadę dwie trzykondygnacyjne wieże zostały rozebrane po pożarze w 1821 roku. Ściana ołtarzowa absydy dzieli się pilastrami na trzy części, przy czym środkowa ma segmentowy kształt. Kościół przykryty wysokim dachem z dachówki ze skrzydłami nad prezbiterium, zakończonymi niewielką sygnaturką. 

## Wnętrze

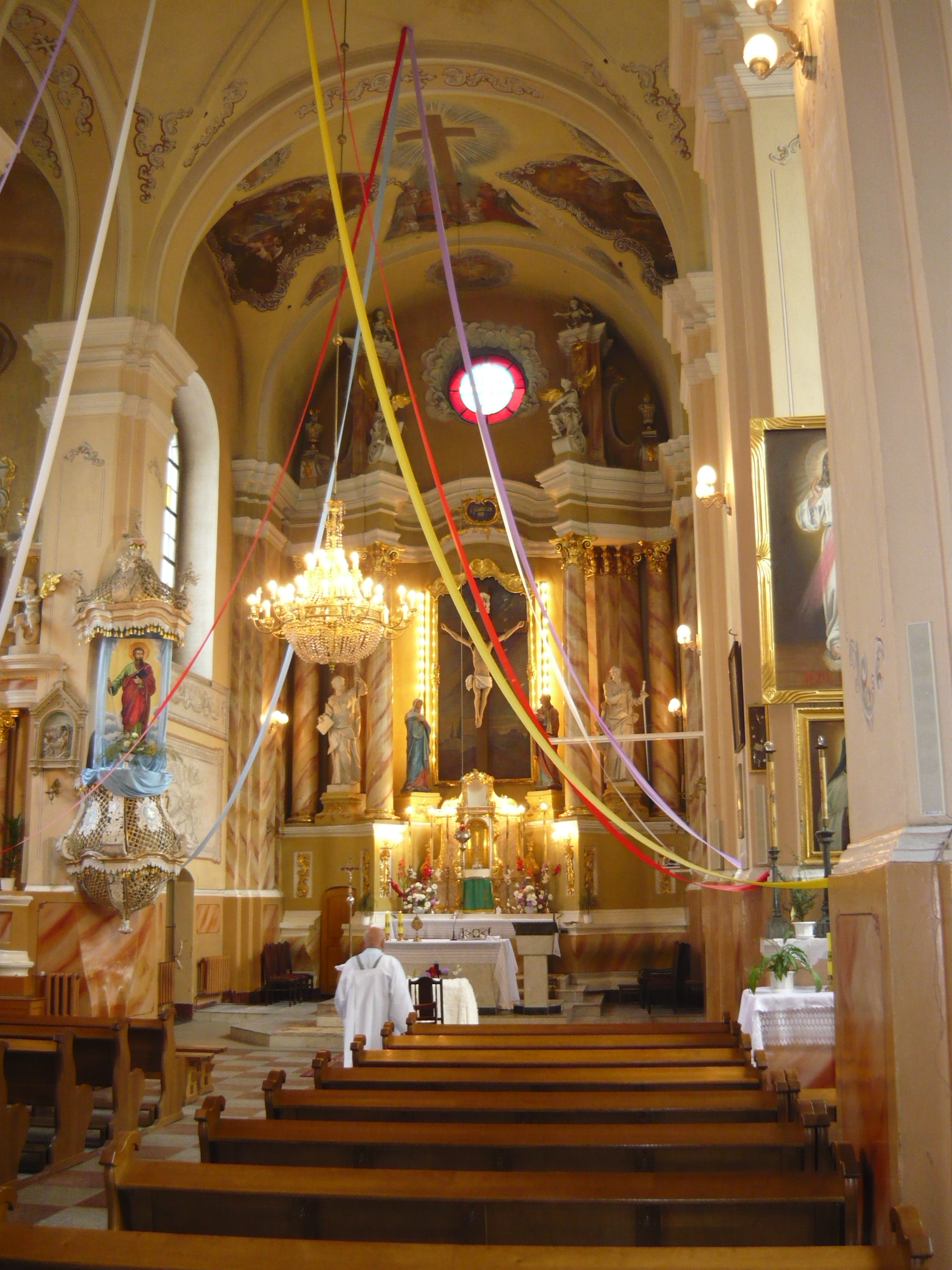
Wnętrze

Wnętrze jest bogato ozdobione rzeźbami, ornamentami stiukowymi i freskami.
W kościele mieści się osiem ołtarzy. Ołtarz główny w stylu rokoko jest najcenniejszym elementem wyposażenia. Jest ozdobiony kolumnami i pilastrami, z drewnianymi rzeźbami Marii, świętego Jana, świętych Piotra i Pawła. Nad wejściem znajdują się chóry z organami dziesięciogłosowymi z trzema miechami.

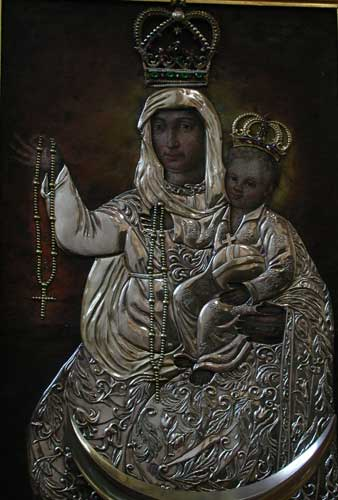
XVIII-wieczny obraz Matki Bożej Różańcowej

Uznawany za cudowny obraz Matki Boskiej z Dzieciątkiem, zwanej Matką Bożą Różańcową lub Matką Boską Lidzką znajduje się w jednym z ołtarzy bocznych lewej nawy. Obraz ten według tradycji przywieźli do Lidy pierwsi zakonnicy franciszkanie w 1376 roku z Wizny.